# Riccardo Fellini
Riccardo Fellini (* 21. Februar 1922 in Rimini; † 26. März 1991 in Rom) war ein italienischer Schauspieler und Filmregisseur.

## Leben
Der jüngere Bruder des Regisseurs Federico Fellini besuchte das Centro Sperimentale di Cinematografia und spielte seit 1942 kleinere Filmrollen; seine wohl interessanteste darunter war die des „Riccardo“ in seines Bruders I vitelloni aus dem Jahr 1953. 1962 inszenierte er nach eigenem Drehbuch seinen einzigen Kinofilm, Storie sulla sabbia. Ansonsten arbeitete er hauptsächlich für das italienische Fernsehen, wo er beim Publikum wie bei Kritikern gleichermaßen positiv begrüßte Tierserien verantwortete, Zoo folle und Quegli animali degli italiani.

## Filmografie (Auswahl)
- 1953: Die Müßiggänger (I vitelloni)
- 1962: Storie sulla sabbia (Drehbuch, Regie)
- 1963: Die Bienenkönigin (Una storia moderna – l’ape regina)